# نیکی ناتمام‌مانده
نیکی ناتمام‌مانده (The Good Left Undone) سومین تک آهنگ آلبوم رنجبر و رنج‌بین است که از گروه پانک راک رایز اگنست می‌باشد. در نماهنگ این ترانه برای اولین بار گیتاریست جدید گروه زک بلیر دیده شده‌است.